# NGC 1054
NGC 1054 è una lontana galassia a spirale situata nella costellazione dell'Ariete, a una distanza di circa 459 milioni di anni luce dalla nostra Via Lattea.

## Scoperta
La galassia è stata scoperta l'8 ottobre 1864 dall'astronomo tedesco Heinrich d'Arrest.

## Descrizione
NGC 1054 presenta una larga riga a 21 cm dell'idrogeno neutro.